# Cece Bell
Cecelia Carolina Bell o Cece Bell es una ilustradora e historietista estadounidense nacida en Richmond en 1970. 
Además de trabajar como ilustradora en numerosos proyectos, ha escrito libros infantiles, que también ha ilustrado. Entre ellos puede destacarse Conejo y robot: la fiesta de pijamas (originalmente Rabbit & Robot: The Sleepover), que ha sido finalista del premio Geisel.
En 2014 publicó su primera novela gráfica, titulada Super Sorda (El Deafo en edición original). Se trata de una obra autobiográfica en la que la autora explica las vivencias de su niñez en relación con su problema de sordera como consecuencia de una meningitis. Debe adaptarse a un entorno en el que le resulta difícil hacer amigos porque su problema no es bien comprendido por otros niños. Sin embargo, gracias a su audífono descubre que tiene el poder de oír cosas que nadie más puede. En las ilustraciones del cómic, los personajes tienen forma de conejo. Por esta novela gráfica, la autora obtuvo en 2015 el premio Eisner al mejor escritor e ilustrador.